# Agustín Ferrer Casas
Agustín Ferrer Casas   (Pamplona, 1971) és un dibuixant de còmic. Cas atípic en la indústria, treballava com a docent a la Universitat de Navarra, activitat que va estar compaginant amb el còmic, activitat que no realitzaria a nivell professional fins que el 2014 va publicar Las apasionantes aventuras del Sr Smith, publicat via crowfunding després de guanyar un certamen. Per aquelles dates, ja havia guanyat uns 30 premis a diferents concursos de còmic.
El seu segon treball, publicat per Grafito Editorial va ser Cazador de sonrisas, un còmic de suspense protagonitzat per un dentista i ambientat en els Estats Units de principis dels anys 60.